# Azerbejdżańskie Siły Powietrzne

Azerbejdżański baz lotniczych (nie wszystkie pokazane)

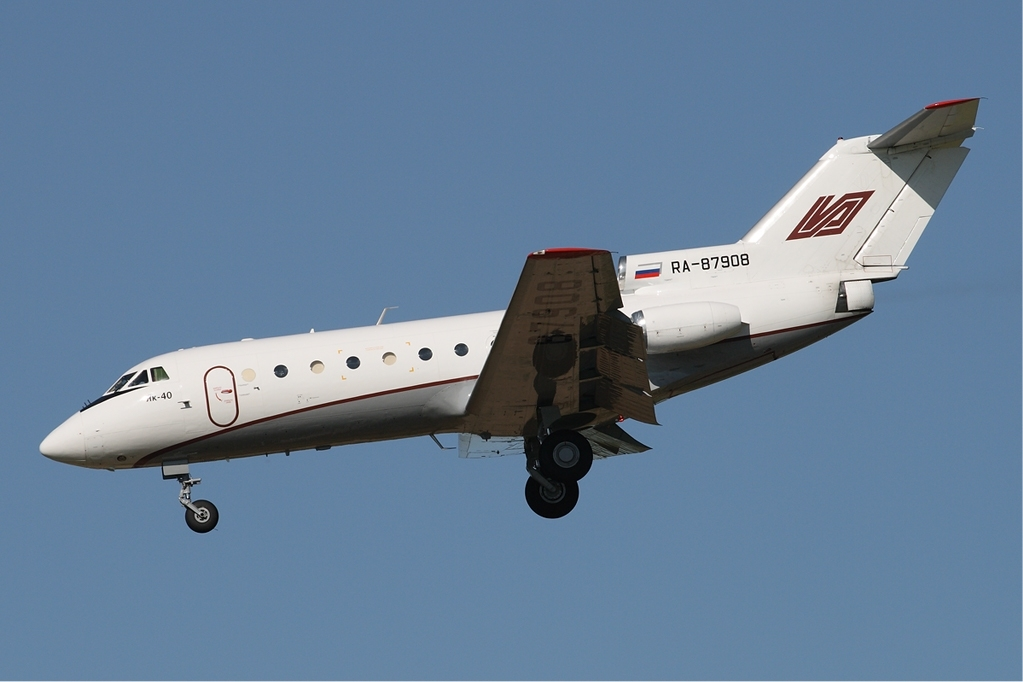
Samolot Azerbejdżańskich Sił Powietrznych Jak-40 używany do transportu VIP-ów w tym Prezydenta i Premiera

Siły Powietrzne Azerbejdżanu – jeden z pięciu rodzajów Azerbejdżańskich Sił Zbrojnych, obok wojsk lądowych, marynarki wojennej, wojsk przeciwlotniczych i straży granicznej. Zostały utworzone w 1992, a w ich skład wchodziło 7,9 tysiąca żołnierzy. Azerbejdżańskie siły powietrzne używają głównie samolotów myśliwskich: MiG-25, MiG-29, Su-24; szturmowych: Su-25, szkolno-treningowych: Aero L-29 Delfin, Aero L-39 Albatros, jak również śmigłowców: Ka-32, Mi-2, Mi-8 i Mi-171.

## Wyposażenie
| Samolot                                    | Kraj pochodzenia                         | Typ                                  | Zdjęcie           | Wersje            | Liczba sztuk      | Uwagi             |
| Samoloty wojskowe                          | Samoloty wojskowe                        | Samoloty wojskowe                    | Samoloty wojskowe | Samoloty wojskowe | Samoloty wojskowe | Samoloty wojskowe |
| ------------------------------------------ | ---------------------------------------- | ------------------------------------ | ----------------- | ----------------- | ----------------- | ----------------- |
| MiG-29                                     | ZSRR                                     | Myśliwiec wielozadaniowy             |                   | MiG-29M1          | 16                |                   |
| MiG-25                                     | ZSRR                                     | Myśliwiec przechwytujący             |                   | MiG-25RB          | 20                | [ 2 ]             |
| Su-24                                      | ZSRR                                     | Samolot szturmowy-bombowy            |                   |                   | 1                 | [ 3 ]             |
| Su-25                                      | ZSRR                                     | Samolot szturmowy                    |                   | SU-25 SU-25UB     | 19                | [ 5 ]             |
| Samoloty szkoleniowe                       |                                          |                                      |                   |                   |                   |                   |
| Aero L-29 Delfin                           | Czechosłowacja                           | Samolot szkolno-treningowy           |                   |                   |                   | [ 6 ]             |
| Aero L-39 Albatros                         | Czechosłowacja                           | Samolot szkolno-treningowy           |                   |                   |                   | [ 1 ]             |
| Śmigłowce uderzeniowe                      |                                          |                                      |                   |                   |                   |                   |
| Mi-24                                      | ZSRR/ Rosja                              | Śmigłowce wielozadaniowe             |                   | Mi-24В Mi-24R     | 35                | [ 7 ] [ 8 ]       |
| Mi-24 Super Hind                           | ZSRR/ Rosja · Południowa Afryka/ Ukraina | Śmigłowce wielozadaniowe             |                   | Mi-24G            | 15                | [ 10 ]            |
| Mi-35М                                     | Rosja                                    | Śmigłowce wielozadaniowe             |                   | Mi-35М            | 24                | [ 11 ]            |
| Śmigłowce transportowe/transportowe-bojowe |                                          |                                      |                   |                   |                   |                   |
| Ka-32                                      | ZSRR                                     | Średni śmigłowiec transportowy       |                   |                   | 6                 | [ 12 ]            |
| Mi-2                                       | Polska                                   | Lekki śmigłowiec transportowy        |                   |                   |                   | [ 13 ]            |
| Mi-6                                       | ZSRR                                     | Ciężki śmigłowiec transportowy       |                   |                   |                   | [ 14 ]            |
| Mi-8                                       | ZSRR/ Rosja                              | Śmigłowiec transportowy-bojowy       |                   | Mi-8MB Mi-8Т      |                   |                   |
| Mi-171                                     | Rosja                                    | Śmigłowiec transportowy-bojowy       |                   | Mi-17-1В          | +40               | [ 15 ] [ 16 ]     |
| Samoloty transportowe                      |                                          |                                      |                   |                   |                   |                   |
| Ił-76                                      | ZSRR                                     | Średni wojskowy samolot transportowy |                   |                   |                   | [ 17 ]            |
| An-24                                      | ZSRR                                     | Wojskowy samolot transportowy        |                   |                   |                   |                   |
| An-12                                      | ZSRR                                     | Wojskowy samolot transportowy        |                   |                   |                   |                   |
| Jak-40                                     | ZSRR                                     | Transport VIP                        |                   |                   |                   | [ 18 ]            |
| Bezzałogowe statki powietrzne              |                                          |                                      |                   |                   |                   |                   |
| Orbiter 2M                                 | Izrael · Azerbejdżan                     | Dron rozpoznawczy                    |                   |                   | 60                | [ 19 ]            |
| Heron TP                                   | Izrael                                   | Dron rozpoznawczy                    |                   |                   | 5                 |                   |
| Searcher2                                  | Izrael                                   | Dron rozpoznawczy                    |                   |                   | 5                 |                   |
| Aerostar                                   | Izrael · Azerbejdżan                     | Dron rozpoznawczy                    |                   |                   | 14                | [ 19 ]            |
| Elbit Hermes 450                           | Izrael                                   | Dron rozpoznawczy                    |                   |                   | 12                |                   |
| Elbit Hermes 900                           | Izrael                                   | Dron rozpoznawczy                    |                   |                   | 12                |                   |